# قبيلة الدلنج

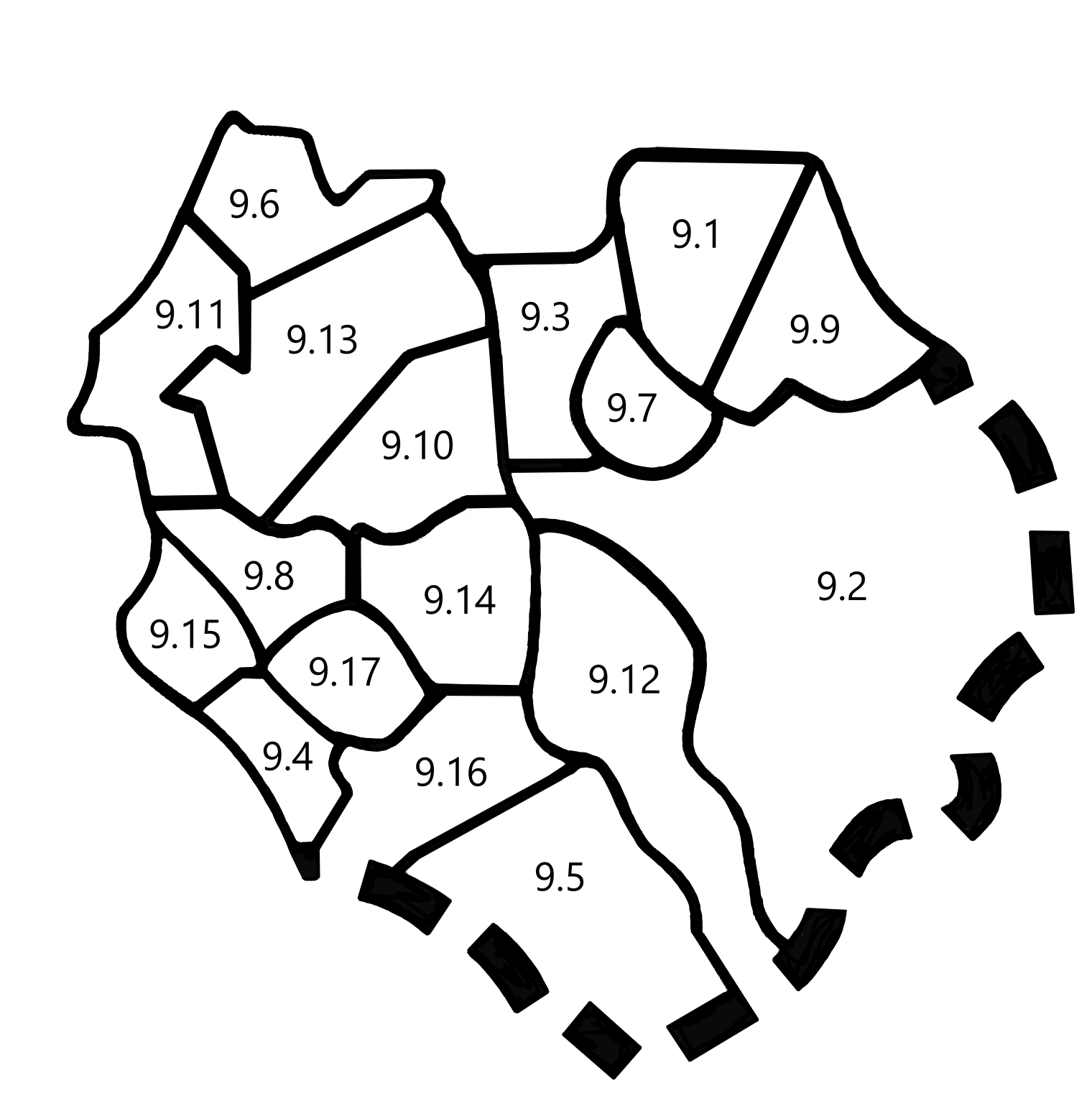
9,11 الدلنج/ مناطق السودان

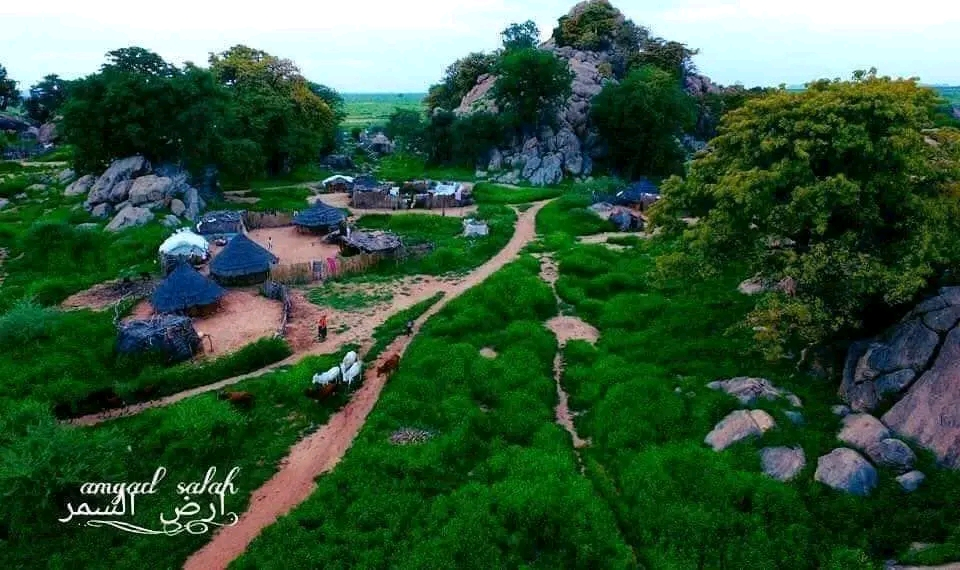
قرية صغيرة بالقرب من الدلنج سلارا

قبيلة الدلنج هي مجموعة عرقية من شعوب النوبة. عدد الدلنج عدة آلاف، ويعيشون في جبال النوبة من ولاية جنوب كردفان في جنوب السودان.
تتحدث القبيلة لغة الدلنج وهي واحدة من اللغات النوبية من أسرة اللغات النيلية الصحراوية، ثم أصبح الدلنج يتحدثون اللغة العربية بعد إسلامهم.